# Tecún Umán
Tecún Umán o tambien conocido como "Tecu" Entre sus subditos de mas alta confianza  (1500? – 20 de febrero de 1524) fue uno de los últimos capitanes del ejército del pueblo k'iche' (llevaba el título de nimá rajpop achij, ósea "gran capitán") en las Tierras Altas de lo que hoy es Guatemala. Según los Anales de los Kaqchikeles y el Título K'oyoi, fue vencido por el conquistador español Pedro de Alvarado mientras combatía contra los españoles en los valles de Pachah.  

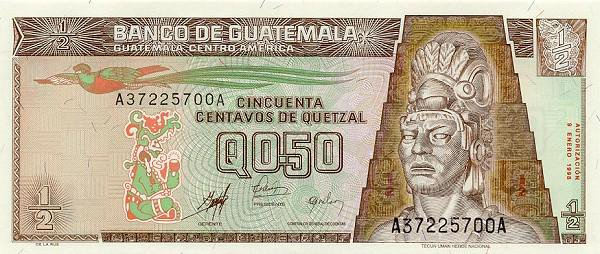
Tecún Umán en el billete de Q.0.50 (actualmente fuera de circulación).

Da su nombre a la Ciudad Tecún Umán, principal paso fronterizo entre Guatemala y México.

## Origen y gramática del nombre:
El nombre es gramaticalmente incorrecto. Umam, “su nieto” requiere un posesor, y es así como se encuentra en el Título K’oyoi: tecum umam rey k’iche’ don k’iq’ab’, o sea “Tecum nieto del rey k’iche’ don K’iq’ab’”. Los documentos indígenas, al igual que Fuentes y Guzmán, usan Tecum. Es un enigma como quedó en la leyenda con el nombre de Tecún Umán.
El antropólogo y etnohistoriador Ruud van Akkeren ha propuesto dos soluciones: que Tecum debe su nombre al apodo que le dan en el Título K’oyoi: q’uq’umam, “Anciano de Plumas del Quetzal”. En este caso Tecum Q’uq’umam se corrompió en algún momento dado en Tecún Umán. La otra posibilidad que propone es que el nombre procede del nombre nahua que se daba al volcán dominante en el área de Quetzaltenango, el Santa María. Era conocido como Teyocuman en náhuatl.

## Héroe nacional
Es considerado como el más representativo de los kʼicheʼ por su valentía y dignidad, porque luchó y protegió a su tierra y a su pueblo. Fue declarado oficialmente héroe nacional de Guatemala el 22 de marzo de 1960 y es conmemorado el 20 de febrero, aniversario de su muerte.
En aquel tiempo nadie conocía a este personaje como "Tecun Umán" (Gran Abuelo Tekun, aunque en el texto original más bien está escrito "Tecun nieto de"), ya que este es un nombre que se le dio posteriormente. Tenía el título del "Ahau Qalel" que traducido significa " "El nieto del Rey" y en aquella batalla, entre kʼicheʼ y conquistadores, Tekun Umán vestía un tocado bellamente adornado con plumas de quetzal. Esto lo describe el conquistador Pedro de Alvarado en sus crónicas de conquista y ésta fue la base para que posteriormente se le adjudicara el nombre de Quetzaltenango a la ciudad que fundaron los españoles en las cercanías al lugar de la batalla.

## Héroe indígena vencido
Guatemala es un país de mayoría indígena (aunque datos recientes establecen que la mayoría de la población en la actualidad es ladina o de otras etnias) en donde el proyecto de construcción de los héroes nacionales no cuajó, y en la década de 1960, henchidas de nacionalismo, hasta las propias élites del país se enorgullecían de tener como héroe nacional a Tecún Umán, tratando de encontrar símbolos para una identidad nacional que supusiera una ideal por el cual todos pudieran reunirse en contra de un enemigo común: la guerrilla insurgente. Otro ejemplo es el de un líder indígena y gobernante kaqchikel, Kaji’ Imox, quien se alzó con sus huestes durante toda una década (1527-1540) en contra de la dominación española.
En ese imaginario criollista, tan profundamente arraigado en el país, y a tono con el culto al “indio muerto”, contar con un héroe vencido, como Tecún Umán, resultó muy cómodo. Es la misma idea que se trasluce en el hecho de “sentirse orgullosos por nuestro pasado indígena”, mientras que a la vez se manifiesta un actitud racista y discriminadora frente a los indígenas contemporáneos.
Una comisión de notables, integrados por la Honorable Sociedad de Geografía e Historia, y a petición del Comité Pro Exaltación del Héroe Tecún Umán y del propio Congreso de la República, rindió dictamen favorable con respecto a la idoneidad de Tekun Umam, como el paladín del Ejército de la República. Nadie pensó en Kaji’ Imox, como el héroe nacional, dado que era preferible un héroe indígena vencido, que un ejemplo de lucha y rebelión. Al mismo tiempo, instituir a Tecún Umam como héroe nacional legitimaba, según la perspectiva criollista, a su verdadero héroe: Pedro de Alvarado, el vencedor.
Y a pesar de todo la leyenda persiste. Desde 1960, no ha habido ninguna generación de escolares que no haya sido cautivada por aquella escena épica en la que Tecún Umam, oh egregio héroe nacional, se enfrentara al mismísimo Pedro de Alvarado y cayera en combate. La visualización del quetzal revoloteando el cadáver de Tecún Umam y posándose en él, para luego teñir de rojo su pecho forma parte de ese imaginario.

## La leyenda de Tecún Umán
La historia sobre la batalla del príncipe quiché contra la invasión española sufrió de una mitificación, la leyenda sobre el héroe quiché cuenta que éste luego de resistir ferozmente a las tropas del conquistador español Alvarado en Xelajú (actual Quetzaltenango) se encontró cara a cara en batalla con el mismísimo Pedro de Alvarado. Tecún Umán clavó su lanza en el pecho del caballo de Alvarado. El jinete, después de levantarse mató con su espada de acero al cacique clavándosela en el corazón. La leyenda cuenta que un quetzal se posó en su sangre y de allí viene el rojo en el pecho del ave. El "mito" creció durante 400 años de colonización y fue acogido como símbolo de libertad durante la conspiración para la independencia.
Afortunadamente existe El Título K’oyoi que fue descubierto y publicado por el antropólogo Robert Carmack, pionero y experto en los estudios sobre los quichés. El manuscrito está en la Colección Robert Garrett de Manuscritos Mesoamericanos en la Biblioteca de la Universidad de Princeton. El manuscrito dedica en total 8 de las 56 páginas al evento de la llegada de los españoles y a Tecún. Basándose en este texto, Carmack ya planteó la historicidad del personaje de Tecún Umán en 1975.
El texto declara que los quichés ya estaban enterados del avance de los españoles. Estaban preparándose, construyendo obstáculos en forma de grandes lajas de piedras, fortificaciones y zanjas con estacas. Luego describe a los invasores y se muestran impresionados por sus armas, su armadura y los caballos. 
Narra además cómo los españoles y sus tropas auxiliares simplemente derribaron las fortificaciones. Los señores quichés estaban asustados y mandaron mensajeros a Q’umarkaj (Utatlán) para pedir refuerzos. Enseguida salió por Tzijbachaj (hoy Totonicapán) el gran capitán adelantado, Tecún nieto del rey don Kikab.
Aquí se menciona por primera vez a Tecún Umán. Vemos que se llama Tecún, y que Umán se refiere a su parentesco con el famoso señor quiché Kikab.

## La gallardía del capitán Tecún
En el documento conocido como Títulos de la Casa Ixquin Nehaib, Señora del Territorio de Otzoyá, que data del siglo XVI, se relata el encuentro frontal entre Tecum Umán  [sic] y Pedro de Alvarado, a quienes los quichés llaman Tunadiúh, nombre que derivó de Tonatiuh, como fue nombrado por los mexicas.
Ahí se consigna que el capitán Tecum venía vestido con un traje de plumas de quetzal, una esmeralda muy grande en el pecho, que parecía espejo, y otras más en la frente y la espalda. 
Al atacar a Pedro de Alvarado, "el capitán Tecum alzó el vuelo, que venía hecho águila, lleno de plumas que nacían de sí mismo y no eran postizas. Traía alas que también nacían de su cuerpo...”
El documento agrega que tras matar al capitán quiché, Alvarado dijo a sus soldados que no había visto otro indio tan apuesto y lleno de plumas tan bellas en México, Tlaxcala o el resto de los pueblos que había conquistado.